# Helena Vildová
Helena Vildová (née le 19 mars 1972) est une joueuse de tennis tchécoslovaque puis tchèque, professionnelle de la fin des années 1980 à 2001.
Pendant sa carrière, elle a gagné trois tournois WTA en double.

## Palmarès

### Titres en double dames
| No | Date       | Nom et lieu du tournoi      | Catégorie | Dotation  | Surface      | Partenaire       | Finalistes                       | Score    |          |
| -- | ---------- | --------------------------- | --------- | --------- | ------------ | ---------------- | -------------------------------- | -------- | -------- |
| 1  | 16/06/1997 | Heineken Trophy Rosmalen    | Tier III  | 164 250 $ | Gazon (ext.) | Eva Melicharová  | Karina Habšudová Florencia Labat | 6-3, 7-6 | Parcours |
| 2  | 28/07/1997 | Styria Open Maria Lankowitz | Tier IV   | 107 500 $ | Terre (ext.) | Eva Melicharová  | Radka Bobková Wiltrud Probst     | 6-2, 6-2 | Parcours |
| 3  | 27/07/1998 | Prokom Polish Open Sopot    | Tier IV   | 107 500 $ | Terre (ext.) | Květa Hrdličková | Åsa Carlsson Seda Noorlander     | 6-3, 6-2 | Parcours |

### Finales en double dames
| No | Date       | Nom et lieu du tournoi         | Catégorie | Dotation  | Surface         | Vainqueures                        | Partenaire       | Score         |          |
| -- | ---------- | ------------------------------ | --------- | --------- | --------------- | ---------------------------------- | ---------------- | ------------- | -------- |
| 1  | 03/02/1997 | EA-Generali Austrian Open Linz | Tier III  | 164 250 $ | Moquette (int.) | Alexandra Fusai Nathalie Tauziat   | Eva Melicharová  | 4-6, 6-3, 6-1 | Parcours |
| 2  | 14/07/1997 | Skoda Czech Open Prague        | Tier IV   | 160 000 $ | Terre (ext.)    | Ruxandra Dragomir Karina Habšudová | Eva Martincová   | 6-1, 5-7, 6-2 | Parcours |
| 3  | 08/02/1999 | Nokia Cup Prostějov            | Tier IVb  | 112 500 $ | Moquette (int.) | Alexandra Fusai Nathalie Tauziat   | Květa Hrdličková | 3-6, 6-2, 6-1 | Parcours |

## Parcours en Grand Chelem

### En simple
N'a jamais participé à un tableau final.

### En double dames
| Année | Open d'Australie             | Open d'Australie         | Internationaux de France      | Internationaux de France  | Wimbledon                     | Wimbledon                  | US Open                       | US Open                 |
| ----- | ---------------------------- | ------------------------ | ----------------------------- | ------------------------- | ----------------------------- | -------------------------- | ----------------------------- | ----------------------- |
| 1995  | -                            | -                        | 2e tour (1/16) Melicharová    | Julie Halard N. Tauziat   | 1er tour (1/32) P. Langrová   | M. Lindström M. Strandlund | 2e tour (1/16) Melicharová    | C. Martínez P. Tarabini |
| 1996  | 2e tour (1/16) Melicharová   | E. Makarova E. Maniokova | 1er tour (1/32) Melicharová   | A. Coetzer B. Schultz     | 1er tour (1/32) P. Langrová   | G. Fernández N. Zvereva    | -                             | -                       |
| 1997  | 2e tour (1/16) S. Noorlander | Anke Huber B. Rittner    | 1er tour (1/32) E. Martincová | A. Kournikova Likhovtseva | 1er tour (1/32) E. Martincová | M. Hingis A. Sánchez       | 1er tour (1/32) Melicharová   | Amy Frazier Kimberly Po |
| 1998  | 1er tour (1/32) Melicharová  | De Villiers Lisa McShea  | 2e tour (1/16) C. Singer      | A. Kournikova L. Neiland  | 1er tour (1/32) C. Singer     | K. Kschwendt E. Tatarkova  | 2e tour (1/16) C. Singer      | B. Schett P. Schnyder   |
| 1999  | 2e tour (1/16) C. Singer     | S. Williams V. Williams  | 1er tour (1/32) C. Singer     | Els Callens Rita Grande   | 1er tour (1/32) Melicharová   | Jelena Dokić Tina Pisnik   | 1er tour (1/32) E. Martincová | L. Neiland A. Sánchez   |

Sous le résultat, la partenaire ; à droite, l’ultime équipe adverse.

### En double mixte
| Année | Open d'Australie             | Open d'Australie      | Internationaux de France     | Internationaux de France  | Wimbledon                    | Wimbledon              | US Open | US Open |
| ----- | ---------------------------- | --------------------- | ---------------------------- | ------------------------- | ---------------------------- | ---------------------- | ------- | ------- |
| 1997  | -                            | -                     | 2e tour (1/16) F. Messori    | Mercedes Paz Pablo Albano | 1er tour (1/32) Sander Groen | S. Siddall D. Sapsford | -       | -       |
| 1998  | 1er tour (1/16) Peter Nyborg | K. Boogert D. Johnson | 1er tour (1/32) Pavel Vízner | S. Williams Luis Lobo     | 1er tour (1/32) Dave Randall | B. Schett Gábor Köves  | -       | -       |
| 1999  | -                            | -                     | 1er tour (1/32) A. Kitinov   | M. Oremans Nicklas Kulti  | -                            | -                      | -       | -       |

Sous le résultat, le partenaire ; à droite, l’ultime équipe adverse.

## Parcours en Fed Cup
| #                                                                                   | Date       | Lieu  | Surface      | Gagnante(s)                          | Perdante(s)                  | Score    |          |
|                                                                                     |            |       |              |                                      |                              |          |          |
| 1999 - 1/4 de finale (groupe mondial II) - Biélorussie - République tchèque - 1 : 4 |            |       |              |                                      |                              |          |          |
| 1                                                                                   | 17/04/1999 | Minsk | Terre (int.) | Nadejda Ostrovskaya Tatiana Poutchek | Dája Bedáňová Helena Vildová | 7-5, 6-2 | Parcours |

## Classements WTA en fin de saison

### En simple
| Année | 1989 | 1990 | 1991 | 1992 | 1993 | 1994 | 1995 | 1996 | 1997 | 1998 | 1999 | 2000 |
| Rang  | 695  | 514  | 337  | 426  | 481  | 281  | 200  | 296  | 359  | 693  | 867  | 604  |

Source : (en) « Classements de Helena Vildová », sur le site officiel du WTA Tour

### En double
| Année | 1990 | 1991 | 1992 | 1993 | 1994 | 1995 | 1996 | 1997 | 1998 | 1999 | 2000 | 2001 |
| Rang  | 280  | 210  | 165  | 211  | 141  | 90   | 94   | 42   | 94   | 118  | 230  | 777  |

Source : (en) « Classements de Helena Vildová », sur le site officiel du WTA Tour